# Саут Туидсмур
Саут Туидсмур (на английски: South Tweedsmuir Island) е 81-вият по големина остров в Канадския арктичен архипелаг. Площта му е 158 км2, която му отрежда 124-то място сред островите на Канада. Административно принадлежи към канадската територия Нунавут. Необитаем.
Островът се намира в източната част на Басейна Фокс, на 8,5 км от западния бряг на остров Бафинова земя, от който го отделя протока Клак Саунд. На север е по-малкия остров Норт Туидсмур, на 13 на северозапад – остров Фоули, а на 8,7 км на юг – много по-големия остров Еър Форс. Островът загражда от югозапад дълбоко врязания в Бафинова земя залив Стрейтс Бей.
Дължината на бреговата е линия е 64 км и е много слабо разчленена. Островът има бъбрековидна форма и дължината му от север на юг е 24,5 км, а максималната му ширина – 7,6 км. Релефът е равнинен с максимална височина 61 м в североизточната част. Има няколко малки езера.
Остров Саут Туидмур е един от последните открити острови в Канадския арктичен архипелаг. Заедно със съседните острови Принц Чарлз, Фоули, Еър Форс, Норт Туидсмур и множество по-малки е открит през 1948 г. от канадския военен пилот Албърт-Ърнест Томкинсън и е кръстен в чест на Джон Бюкан (1875-1940), първи барон Туидсмур, генерал-губернатор на Канада в периода 1935-1940 г. През лятото на следващата година той и останалите острови са детайлно изследвани и картирани от експедиция възглавявана от Томас Манинг.
|  | Тази страница частично или изцяло представлява превод на страницата South Tweedsmuir Island в Уикипедия на английски. Оригиналният текст, както и този превод, са защитени от Лиценза „Криейтив Комънс – Признание – Споделяне на споделеното“, а за съдържание, създадено преди юни 2009 година – от Лиценза за свободна документация на ГНУ. Прегледайте историята на редакциите на оригиналната страница, както и на преводната страница, за да видите списъка на съавторите. ВАЖНО: Този шаблон се отнася единствено до авторските права върху съдържанието на статията. Добавянето му не отменя изискването да се посочват конкретни източници на твърденията, които да бъдат благонадеждни. |